# یواس‌اس انکورج (ال‌پی‌دی-۲۳)
یواس‌اس انکورج (ال‌پی‌دی-۲۳) (به انگلیسی: USS Anchorage (LPD-23)) یک کشتی است که طول آن 208.5 m (684 ft) overall, می‌باشد. این کشتی در سال ۲۰۱۱ ساخته شد.